# Transzfer RNS

Egy riboszóma, hírvivő RNS (mRNA) és transzfer RNS (tRNA).

A transzfer RNS sötétkékben

A transzfer RNS, röviden tRNS (korábban oldható RNS, sRNS) nélkülözhetetlen szerepet játszik a fehérjeszintézis során. Eukariótákban hossza 76–90 nukleotid. Alakja sematikusan egy kereszthez hasonlítható, amelyet részlegesen bázispárosodott és egyszálú szakaszok alakítanak ki. A molekula „feltöltött” állapotában a kereszt csúcsához kötve egy aminosav található. Attól függően, hogy milyen aminosavat képes az adott tRNS megkötni, több mint 20-féle típust különböztetünk meg. A kereszt alján található az antikodont tartalmazó antikodon hurok, amely az mRNS (hírvivő vagy messenger RNS) kodonjaival képes bázispárosodásra. Ennek a fehérjeszintézis során van kiemelt szerepe.

A fehérjeszintézis során – a genomi DNS-ről kiíródó mRNS-t tervrajzként használva – a riboszóma aminosavakat rögzít egymáshoz megfelelő sorrendben, peptidkötéseken keresztül. Ebben a folyamatban a tRNS az aminosavak szállítását végzi. 
A folyamat első lépéseként az aminosavat egy aminosav-transzferáz nevű enzim köti specifikusan a tRNS-re, amely ezután egy lánchosszabbító fázisban lévő riboszómához igyekszik kötni. Ennek feltétele, hogy kodon-antikodon párosodás jöjjön létre az átíródó mRNS soron lévő kodonja és a tRNS antikodon hurka között. Elsőként a kis riboszomális alegység „A site”-ra (aminosav hely) kötődik, miközben az antikodon hurok bázispárosodik az mRNS éppen leolvasott kodonjával. Amennyiben ez a lépés nem megy végbe (mert nem a megfelelő tRNS került sorra), a tRNS leválik a riboszómáról és egy másik kerül a helyére. Az antikodon és a kodon között végbement sikeres bázispárosodás esetén egy a riboszómán található rRNS által katalizálva – peptidkötés jön létre az „A site” mögött található, „P site”-hoz (peptid hely) kötött tRNS-en elhelyezkedő aminosavval. Ezután a kis riboszomális alegység egy GTP (guanozin-trifoszfát) hasítási energiáját felhasználva elmozdul és ezalatt az „A site”-on található tRNS a „P site”-ra, míg az előzőleg itt elhelyezkedő tRNS az „E site”-ra (exit vagy kilépő hely) kerül, ahonnan leválik a riboszómáról.
Miután a tRNS leválik a riboszómáról egy megfelelő specificitású aminosav-transzferáz feltölti aminosavval, ezután a molekula újra beléphet a riboszóma „A site”-jára.
Fontos kiemelni a metionin-tRNS-t, amelyből két félét tartalmaz a sejt. Az iniciátor tRNS egy speciális Met-tRNS, amely a fehérjeszintézis iniciációja során elsőként kerül a riboszómára. Eukariótáknál többnyire, míg prokariótáknál minden esetben, a fehérje első aminosava egy metionin, amelyet egy iniciátor Met-tRNS szállít a riboszómára, még az elongációt megelőző iniciációs fázisban. Az elongáció során szükséges további metionineket azonban nem ez a tRNS szállítja, hanem egy erre „szakosodott” típus.